# Santuario Nacional del Cerrito de la Victoria
El Santuario Nacional del Sagrado Corazón de Jesús es un templo católico de Montevideo, ubicado en la cima del Cerrito de la Victoria.

## Historia

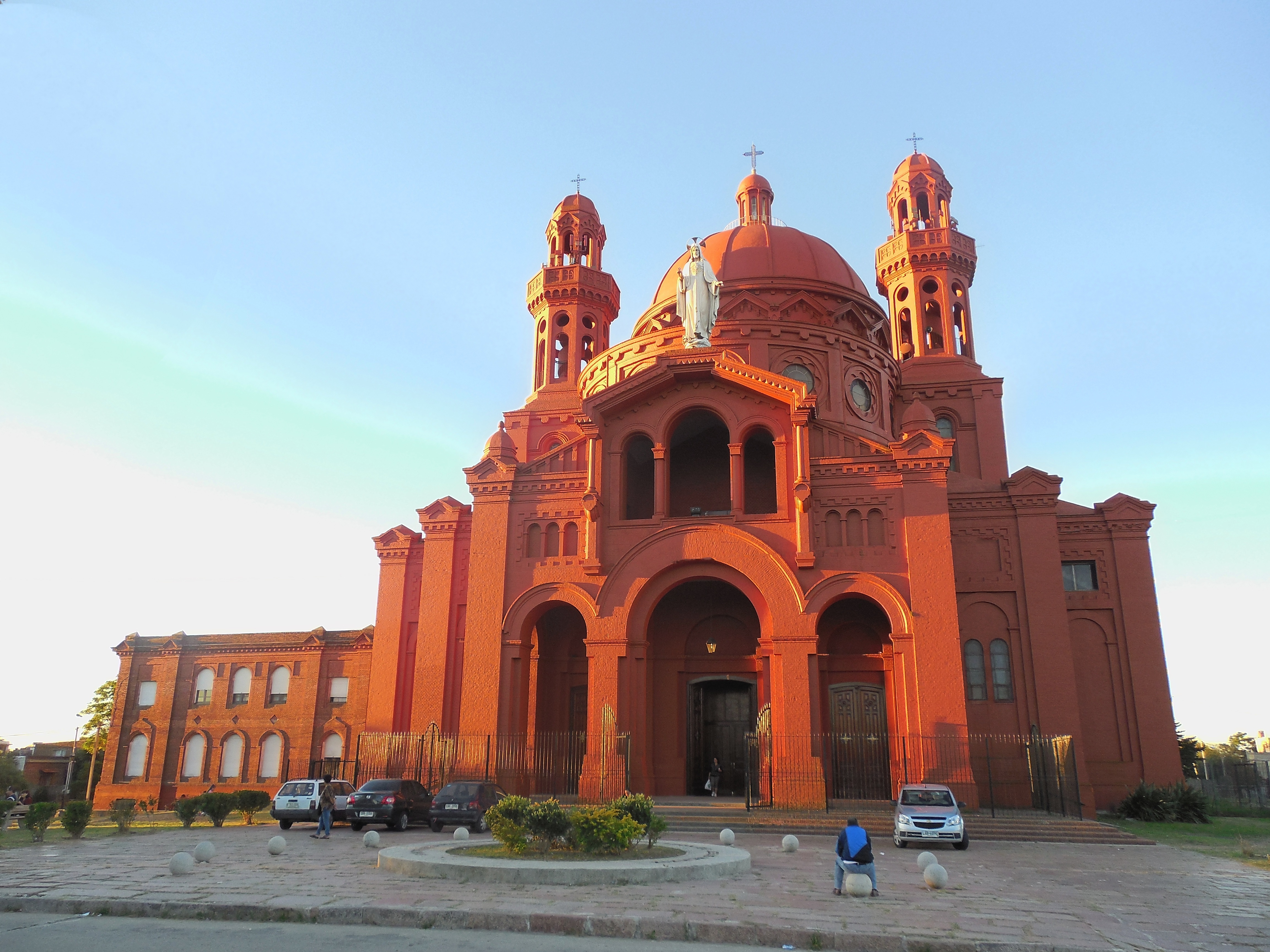

Su nombre se debe a la victoria revolucionaria ante tropas españolas en 1812. En el curso de la Guerra Grande de 1843-1851, los nacionalistas de Manuel Oribe sitiaron Montevideo e instalaron en las inmediaciones la sede del llamado Gobierno del Cerrito. En el año 1919 sobre la cumbre del cerrito se inauguró el primitivo Santuario Nacional del Sagrado Corazón de Jesús.
En 1926 culminaron las obras de construcción del templo de estilo bizantino, diseñado por el grupo de arquitectos integrados por Elzeario Boix, Ernesto Vespignani y Horacio Terra Arocena. El diseño tiene ciertas inspiraciones y similitudes al Sacré-Cœur de París y el Hagia Sophia de Constantinopla. 
En año 1975 recibió la declaración de Monumento Histórico Nacional.
Desde su inauguración en 1927 y hasta el año 2002 estuvo dirigido por los Padres Sacramentinos quedando hasta la actualidad  en manos del clero.
Actualmente se encuentra en proceso de restauración.